# Dagr
Dagr (significa "dia" en nòrdic antic; en les llengües escandinaves modernes: Dag, en islandès actual : Dagur) és el déu personificat del dia a la mitologia nòrdica. Aquesta personificació es troba a l'edda poètica, compilada durant el segle xiii a partir de fonts tradicionals; també a l'última edda prosaica, escrita al mateix segle per Snorri Sturluson. A les dues fonts Dagr es menciona com a fill de Delling (déu del crepuscle) i Nótt (deessa de la nit); sovint se l'associa amb el cavall de crinera brillant Skinfaxi, el qual "des de l'albada dels temps arrossega. Tanmateix, Dagr apareix com un sustantiu comú simple i per això s'han proposat similutuds entre Dagr i altres personatges amb el mateix nom que ell a la mitologia germànica.

## Edda poètica
Darg apareix a les estrofes 12 i 15 del poema Vafþrúðnismál. Més endavant, a l'estrofa 24, el déu Odin (disfressat com Gagnráðr), li pregunta al Jötunn Vafþrúðnir: "D'on ve el dia, d'on ve la nit i les seves llunes que passen davant els homes?". A l'estrofa 25 Vafþrúðnir li respon: 
| « | Delling s'anomena el pare de dia, però la nit de Nörvi va néixer; la Lluna nova i la minvant els deus varen crear perquè contessin els anys pels homes. | » |

A l'estrofa 12, Skinfaxi és mencionat per Vafþrúðnir com el que "des de l'albada dels temps arrossega".
Al Sigrdrífumál, després que la valkiria Sígrdrifa és despertada d'un somni maleït per l'heroi Sigurd, aquest li pregunta el seu nom i ella li dona una beguda amb un corn ple d'hidromel perquè recordi, és llavors quan Sígrdrifa fa l'oració on hi ha les referències als fills de Dagr i a la filla de Nótt:
| « | Alabat sigui el dia! Alabats els fills del dia! I la nit i la seva filla, alabats! Observa'ns aquí amb la mirada plàcida i aquí, asseguts dona'ns la victòria. Alabats siguin els Æsir ! i Alabats els Asynur!, Alabada la generosa Terra! Dona'ns paraules i saviesa, i mans que tot ho curin, mentre nosaltres visquem. | » |

A la poesia Hrafnagaldr Óðins, l'aparició de Dagr, un cavall i un carruatge es descriuen de la següent forma: 
| « | El fill de Delling esperonà el seu cavall guarnit amb joies precioses joies. Per sobre la lluïssor de Mainheim la crinera del cavall, el cavall de Dvalin el mentider provoca la rosada amb el seu carruatje. | » |

### Edda prosaica
A l'edda prosaica, al llibre Gylfaginning, Dagr és altre cop personificat. Al capítol 10, l'Altíssim menciona que Darg és el fill de Delling, Æsir, i la seva muller Nótt. Dagr és descrit com un "ésser tant bonic i tant lluent com el seu pare". Odin pren a Dagr i a la seva mare Nótt i els dona a cadascú un cavall i un carruatge; Dagr reb el cavall Skinfaxi, el qual il·lumina totalment el cel i la Terra. Un cop obtinguts els cavalls, Odin els posa a tots dos a cavalcar al voltant de la Terra les vint-i-quatre hores del dia.
Dagr també és personificat al capítol 24 de l'edda prosaica, al llibre Skáldskaparmál, on se'l menciona com a germà de Jörð. Darg apareix en el capítol 58 com un sustantiu comú, on Skinfaxi o Glad és mencionat com el que estira el dia. Al capítol 64, Darg és mencionat com una de les múltiples paraules per descriure el temps.

## Teories
Otto Höfler suggereix que Darg està relacionat (o pot ésser el mateix) amb l'heroi Svipdagr (el nom del qual significa " el dia que el Sol sortirà aviat") i que és mencionat en diferents textos. A part d'altres fonts, aquesta figura es troba en dos poemes coneguts com a Svipdagsmál a la edda poètica. Otto Höfler també suggereix que Svipdagr pot ser també un Dagr del Suevos. Els noms dels membres de la seva família: Sólbjartr ("la llum del Sol) i Groà ("Vegetació"), juntament amb la seva relació amb Menglöð (personatje sovint identificat amb Freyja) han fet que Svipdagr sigui considerat a vegades com un déu de la fertilitat.